# Alessandro Alunni Bravi
Alessandro Alunni Bravi (Umbertide, 23 de novembro de 1974) é um advogado e gerente italiano que atualmente ocupa o cargo de diretor de negócios da equipe de Fórmula 1 da McLaren. Ao longo de sua carreira no automobilismo, Alunni Bravi ocupou o cargo de diretor administrativo da Sauber entre 2022 e 2025 e representante da equipe de Fórmula 1 da Sauber de 2023 até 2025 e, a função e chefe de equipe e diretor administrativo da Trident Racing e conselheiro geral da ART Grand Prix e Spark Racing Technology, entre outros empreendimentos, além de ter atuado como consultor jurídico por mais de vinte anos.

## Carreira
Alunni Bravi nasceu em Umbertide, na Itália, e cresceu em Passignano sul Trasimeno, casa da Coloni Motorsport, que competiu na Fórmula 1 entre 1987 e 1991. Fã de corridas desde jovem, Alunni Bravi costumava frequentar o Autodrómo dell'Umbria. Em 1999, graduou-se com honras em Direito Civil pela Universidade de Perúgia, e posteriormente colaborou como professor assistente no departamento de direito por dois anos.
Alunni Bravi começou a trabalhar como consultor jurídico, desde equipes de automobilismo até pilotos, atletas e empresas de eventos esportivos. Entre 2002 e 2003, ele assumiu o cargo de diretor geral e gerente de equipe da Coloni Motorsport, que competia na Fórmula 3000 Internacional. Em 2002, a equipe foi vice-campeã do campeonato, somando quatro vitórias com os pilotos Giorgio Pantano e Enrico Toccacelo. Alunni Bravi então mudou-se para o WRC Rally Italia Sardinia, onde atuou como gerente geral por duas temporadas. De 2005 a 2008, ele foi chefe de equipe e diretor administrativo da equipe Trident Racing, que estreou em 2006 na então GP2 Series. Nos anos seguintes, Alunni Bravi iniciou uma colaboração com a All Road Management, além de assumir o cargo de conselheiro geral da ART Grand Prix, Spark Racing Technology e Birel ART. Em 2016, fundou sua própria empresa de gestão, a Trusted Talent Management, listando entre seus clientes o campeão mundial de Fórmula E de 2021–22, Stoffel Vandoorne, além de Robert Kubica, Christian Lundgaard e Gianmaria Bruni.

### Sauber (2017-2025)
A partir de julho de 2017, Alunni Bravi ocupou os cargos de conselheiro e diretor jurídico do grupo Sauber. Em março de 2022, ele foi nomeado diretor geral, supervisionando marketing, comunicação, vendas, jurídico e financeiro para o grupo de empresas.
No início da temporada de 2023, após a saída do chefe da equipe Frédéric Vasseur quando o francês assumiu a Ferrari em 2023, Alunni Bravi foi nomeado também para o cargo adicional de representante de equipe da equipe de Fórmula 1 da Alfa Romeo, que era de propriedade e operada pelo grupo Sauber.
Alunni Bravi, após oito anos trabalhando com a equipe de Fórmula 1 da Sauber, deixou a equipe no final de janeiro de 2025. À medida que a equipe continuava se reestruturando antes da transição para Audi em 2026, com as funções de Alunni Bravi sendo assumidas pelo novo chefe da equipe, Jonathan Wheatley.

### McLaren (2025-presente)
Em janeiro de 2025, foi anunciado que Alunni Bravi se juntaria à McLaren como o novo diretor de negócios da equipe e que ele passaria a liderar o programa de desenvolvimento de pilotos da equipe, que era chefiado por Stephanie Carlin, que renunciou ao cargo para assumir mais responsabilidades na Fórmula 1. Ele irá se juntar à equipe a partir de 1 de fevereiro, no dia seguinte à sua saída da Sauber.